# Cheilanthes persica
La felce persiana (Cheilanthes persica (Bory) Mett. ex Kuhn) è una pianta della famiglia delle Pteridaceae.

## Descrizione
Si presenta come una pianta erbacea perenne, con rosetta di foglie basali. Cresce tra i 100 e i 400 metri di altitudine, fiorisce a luglio.

## Distribuzione e habitat
É distribuita a partire dai Balcani e fino alle pendici occidentali della catena Himalayana. In Italia è presente soltanto in Emilia-Romagna, in un settore ben preciso della Vena del Gesso Romagnola, compreso tra il torrente Sintria e il torrente Senio.